# Nowe Brynki
Nowe Brynki [pronunciación en polaco: /ˈnɔvɛ ˈbrɨnki/] (alemán: Neu Brünken) es un pueblo en el distrito administrativo de Gmina Gryfino, dentro del Distrito de Gryfino, Voivodato de Pomerania Occidental, en el noroeste de Polonia, cercano a la frontera alemana. Se encuentra aproximadamente 6 kilómetros al noreste de Gryfino y 15 kilómetros al sur de la capital regional, Szczecin.
Hasta 1945 el área era parte de Alemania. Para la historia de la región, véase Historia de Pomerania.
El pueblo tiene una población de 90 habitantes.